# 300
300 (CCC) je bilo prestopno leto, ki se je po julijanskem koledarju začelo na ponedeljek.

## Dogodki
- v Indiji se začne širiti budizem.
- v Armeniji sprejmejo krščanstvo.

## Smrti
- Hormizd I. Kušanšah, kušanšah Kušano-Sasanidskega kraljestva (* ni znano)